# Список национальных парков Калифорнии
Калифорния располагает восемью национальными парками на общую площадь в 6 345 000 акров (25 381 км²). Наиболее известными из них являются национальный парк Йосемити, который включает в себя водопад Йосемити, горную вершину Эль-Капитан и скалу Хаф-Доум, а также национальные парки Секвойя и Долина Смерти. Первыми национальными парками стали Йосемити и Секвойя в 1890 году. Также Йосемити является одним из двух национальных парков Калифорнии занесенных в список объектов Всемирного наследия ЮНЕСКО. Вторым является национальный парк Редвуд.

## Национальные парки
| Название        | Оригинальное название | Площадь, км² | Посещаемость, чел (2006 год) | Год получения статуса | Изображение |
| --------------- | --------------------- | ------------ | ---------------------------- | --------------------- | ----------- |
| Джошуа-Три      | Joshua Tree           | 3196         | 1 256 421                    | 1994                  |             |
| Долина Смерти   | Death Valley          | 13628        | 744 440                      | 1994                  |             |
| Йосемити        | Yosemite              | 3081         | 3 242 644                    | 1890                  |             |
| Кингз-Каньон    | Kings Canyon          | 1869         | 552 766                      | 1940                  |             |
| Лассен-Волканик | Lassen Volcanic       | 429          | 388 741                      | 1916                  |             |
| Острова Чаннел  | Channel Islands       | 1009         | 375 256                      | 1980                  |             |
| Редвуд          | Redwood               | 534          | 391 282                      | 1968                  |             |
| Секвойя         | Sequoia               | 1635         | 954 507                      | 1890                  |             |